# Neuma

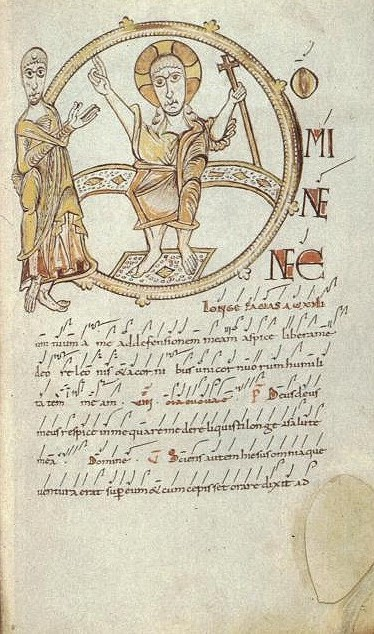
La notazione adiastematica del Codice Angelica.

Il neuma (dal greco νεύμα neuma: segno, cenno, ma anche da πνεύμα: soffio, fiato o νόμος: melodia, formula melodica) nel canto gregoriano è un segno della notazione musicale utilizzato a partire dal IX secolo e durante tutto il Medioevo, fino all'introduzione del tetragramma, che sta a indicare l'insieme di note che si trovano su un'unica sillaba.
Il neuma trascrive una formula melodica e ritmica applicata a una singola sillaba. Si parlerà quindi di neuma monosonico se a una sillaba corrisponde una sola nota musicale o di neuma plurisonico nel caso dell'utilizzo di più note su una singola sillaba. Nel caso del melisma che solitamente caratterizza lo jubilus nel canto dell'alleluia, vengono impiegate anche decine di note in un unico neuma.
Il neuma viene quindi distinto dall'elemento neumatico, il quale indica un segno unito in composizione ad altri che lo precedono o lo seguono su una singola sillaba.
Contrariamente all'approccio moderno, l'elemento di base del canto gregoriano non è la nota musicale, ma il neuma.
Attualmente, nelle moderne edizioni del canto gregoriano come nel graduale Triplex, vengono utilizzate sia la notazione quadrata sia la notazione sangallese e la notazione metense per offrire una lettura sinottica.

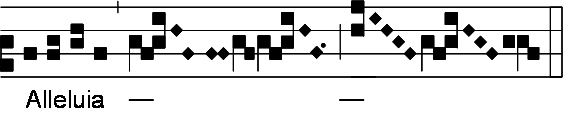
Neuma melismatico in notazione quadrata.

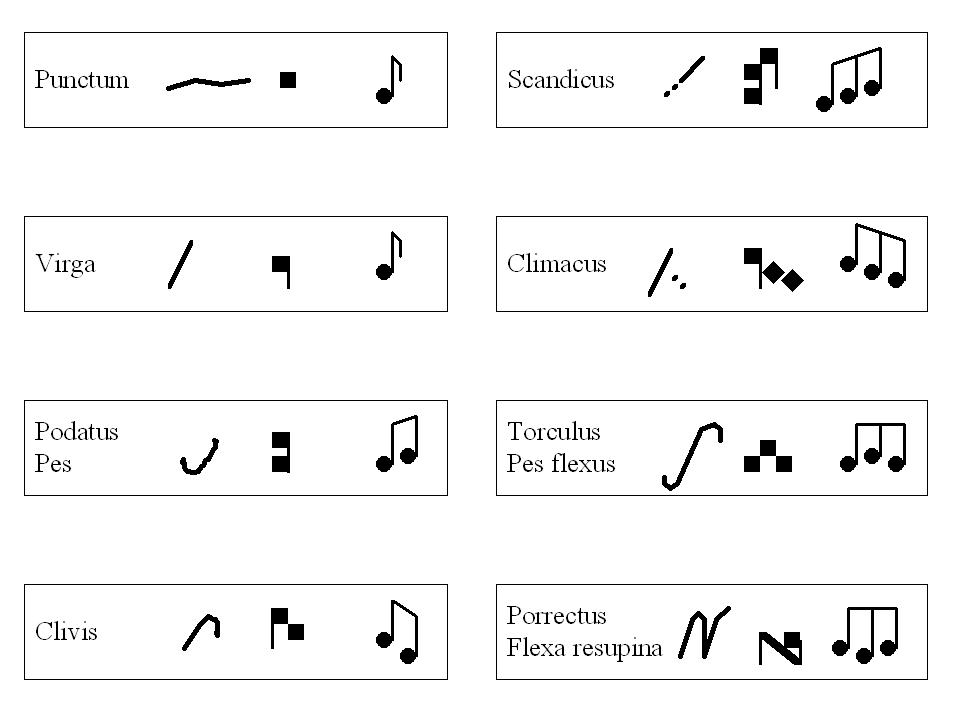
Principali neumi a confronto.

## I neumi
| Punctum         | Virga                            | Bivirga                          | Punctum inclinatum                 |
| Podatus (o Pes) | Clivis (o Flexa)                 | Epiphonus                        | Cephalicus                         |
| Scandicus       | Salicus                          | Climacus                         | Ancus                              |
| Torculus        | Porrectus                        | Torculus Resupinus               | Porrectus Flexus                   |
| Pes subpunctis  | Scandicus subpunctis             | Scandicus flexus                 | Climacus resupinus                 |
| Strophicus      | Pes strophicus                   | Clivis strophica vel cum Orisco  | Torculus Strophicus vel cum Orisco |
| Pressus         | alii Pressi vel neumae appositae | alii Pressi vel neumae appositae | Trigon                             |
| Quilisma        | Quilisma                         | Neumae longiores seu compositae  | Neumae longiores seu compositae    |

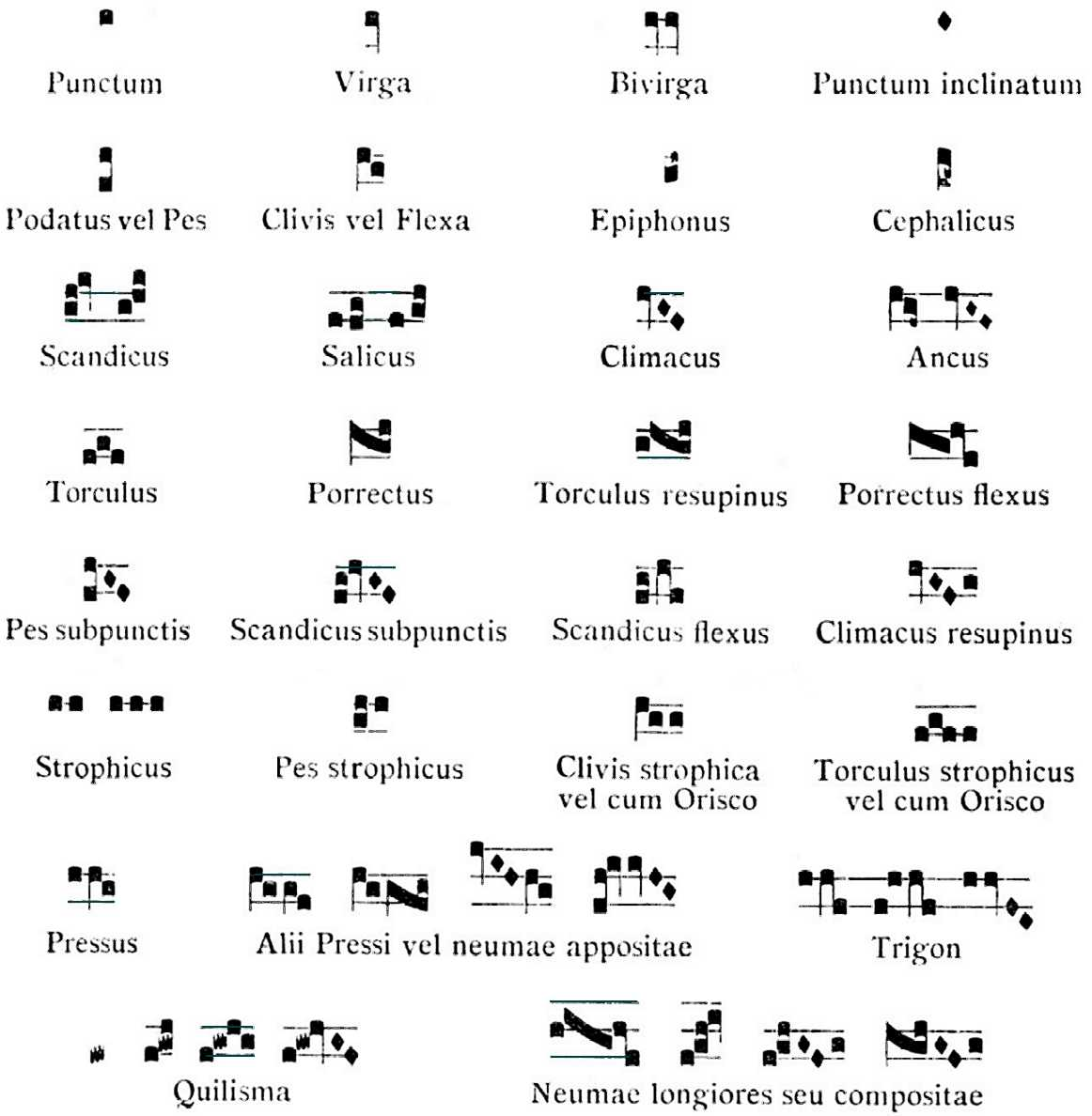

I neumi descrivono dunque piccole formule melodiche applicate a una sillaba; ogni tipo di neuma corrisponde a una particolare figura melodica e soprattutto ritmica.
Neumi di base:
- Punctum e virga
- Ciclis o flexa
- Podatus (o pes)
- Climacus
- Scandicus e salicus
- Torculus
- Porrectus

Neumi speciali:
- Quilisma
- Stropha o strophicus
- Pressus
- Bivirga
- Trigon
- Oriscus
- Liquescenza
- Episema
- Neuma composto
- Neuma melismatico

Litterae significativae
Questi versi medievali danno una lista di neumi, anche se incompleta:
Epiphónus stróphicus,
Punctum porréctus oríscus,
Vírgula, cephálicus,
Clivis, quilísma, podátus,
Scándicus et sálicus,
Clímacus, tórculus, ancus
Et pressus minor ac major,
Non plúribus utor.

## Storia

### La trasmissione orale
Nella regione mediterranea, durante l'età classica, esisteva un sistema grafico che fissava per iscritto la musica.

Nel medioevo però, in Europa, la scrittura musicale era sconosciuta e le melodie liturgiche venivano tramandate esclusivamente per tradizione orale, da maestro a discepolo. Sant'Isidoro di Siviglia dice espressamente che la musica non può essere scritta: "se i suoni non sono appresi a memoria dall'uomo, scompaiono, perché non si possono scrivere".

Gli unici codici pervenutici, anteriori all'VIII secolo che contengono i canti liturgici, riportano solo i testi e manca qualsiasi traccia di notazione musicale. Questi manoscritti sono stati pubblicati nell'Antiphonale Missarum Sextuplex, opera di riferimento per conoscere la tradizione primitiva.

Durante il IX secolo si assiste ai primi tentativi di scrittura musicale: segni posti sui margini di testi, spesso strofe di poesia classica. Si tratta della cosiddetta scrittura paleofranca.

### La notazione adiastematica

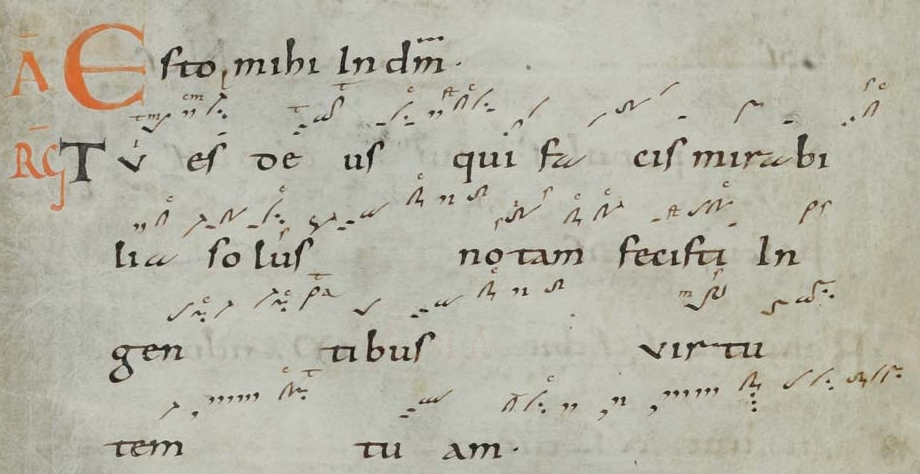
Il Graduale Tu es Deus del Cantatorium Codex Sangallensis 359

Il primo codice notato pervenutoci, risale al X secolo. Si tratta del Cantatorium C (Codex Sangallensis 359) di san Gallo, datato al 930.

Insieme con san Gallo, altre scuole scrittorie, monastiche o vescovili, diventano centri di creazione e di diffusione di scrittura musicale. Ognuna con un proprio sistema e una propria particolarità, utilizzando neumi e litterae significativae, accomunate però dal fatto che queste notazioni sono di tipo adiastematico: non indicano cioè il valore degli intervalli tra i suoni, l'altezza delle note e il ritmo anche se talvolta si intravede già questa preoccupazione, ma curano piuttosto le sfumature dell'agogica.

In Francia sono particolarmente attive: nasce la notazione metense o lorenese a est, la notazione bretone in Bretagna, la notazione aquitana nel sud-ovest e la notazione francese nella zona centrale. Nel mondo germanico è presente la notazione sangallese, in Italia la notazione beneventana a sud e la notazione nonantolana nel centro-nord, in Spagna la notazione visigotica.

In effetti in questo periodo permane la trasmissione mnemonica della melodia. I codici fornivano sì indicazioni musicali, ma a chi già conosceva bene il brano da cantare. Di conseguenza i libri liturgici-musicali non avevano una utilità nel momento della celebrazione, bensì venivano sfruttati come opere di consultazione o di insegnamento.

### La notazione diastematica
Nell'XI secolo appare il primo rigo musicale.

Si era già cercato nel secolo precedente di trovare una forma per designare gli intervalli per le note: la notazione alfabetica e la notazione daseglia.

Il rigo compare in una maniera progressiva. Le pergamene medievali, per facilitare la calligrafia, venivano rigate "a punta secca". L'amanuense che scriveva musica prese l'abitudine di scrivere il testo su righe alternate, così da utilizzare una riga per scrivere la musica presa come riferimento spaziale: le note più acute venivano scritte sopra la riga, quelle gravi al di sotto. Le righe divennero poi due, una rossa per il fa e una gialla per il do. Con sole quattro linee il canto gregoriano, il cui ambito vocale non è esteso, può essere comodamente scritto.
L'attribuzione dell'invenzione del rigo a Guido d'Arezzo è in effetti una semplificazione storica. Questo geniale monaco camaldolese diede un nome alle note e perfezionò il tetragramma che aveva già una sua diffusione. Fu così che passò alla storia, dopo aver presentato le sue idee a papa Giovanni XIX che gli dimostrò un notevole interesse.

## L'origine dei neumi
L'origine dei neumi è un problema tuttora dibattuto. A tal proposito si sono formulate diverse ipotesi:
- origine dai segni ecfonetici bizantini;
- origine dai segni sintetici ebraici;
- origine dai segni grammaticali;
- origine dagli accenti grammaticali: è la teoria più accreditata, sostenuta dalla scuola di Solesmes. I neumi deriverebbero dall'accento acuto (/) e dall'accento grave (\) che andrebbero a formare i neumi monosonici di base: la virga e il punctum. La combinazione di questi formerebbe gli altri neumi più complessi: il podatus formato dall'accento grave e dall'accento acuto (\/), il porrectus formato dall'accento acuto, grave e acuto (/\/) e così via. Un aspetto di questa ipotesi, prende in considerazione il gesto che il maestro eseguiva con le mani nel momento di dirigere il coro (chironomia). L'amanuense traduceva graficamente sulla pergamena il gesto chironomico che il maestro della schola compiva con le mani.